# 日本のいちばん長い日
『日本のいちばん長い日 運命の八月十五日』（にほんのいちばんながいひ うんめいのはちがつじゅうごにち）は、半藤一利による日本のノンフィクション書籍。1965年（昭和40年）の初版刊行時は文藝春秋新社から大宅壮一編のクレジットで発売され、1995年（平成7年）6月に文藝春秋から半藤名義で『日本のいちばん長い日 運命の八月十五日 決定版』として再版された。
昭和天皇や鈴木貫太郎内閣の閣僚たちが御前会議において日本の降伏を決定した1945年（昭和20年）8月14日の正午から宮城事件、そして国民に対してラジオ（日本放送協会）の玉音放送を通じてポツダム宣言受諾を知らせる8月15日正午までの24時間を描いている。
これまで製作公開された劇場用映画が、岡本喜八監督による1967年版（製作・配給東宝）と、原田眞人監督による2015年版（製作・配給松竹）の2つがある。

## 刊行の背景
著者の半藤一利は、1965年（昭和40年）当時は文藝春秋新社の社員であり、営業上の理由から「大宅壮一 編」として出版された。序文のみを大宅が書いている。半藤によると、大宅は本文を一行も読んでおらず、序文も半藤の口述筆記によるものだという。角川文庫からも再刊され、講談社インターナショナルから英訳版も出版された。タイトルはノルマンディー上陸作戦を描いた映画『史上最大の作戦』の原題The Longest Day から採用されている。
発行部数は単行本が約20万部、角川文庫版が約25万部。半藤は「映画化された際に映画化権（原作使用料）を受け取る」という条件で本作の印税を受け取っておらず、大宅にも5万円が支払われただけだという。
半藤が宮城事件立案者側の事情を知る上で大きな役割を果たしたのが、首謀者の一人で阿南惟幾の自決にも立ち会った竹下正彦が執筆した1945年8月9日から15日までの『大本営機密日誌』である。半藤は竹下からこの手記の閲覧を許され、それをベースに事件を起こした青年将校の動きを執筆した。竹下は1967年版映画のパンフレットに寄稿した「阿南陸相と三船」という文章の中で、過去の終戦秘話を描いた映画における青年将校の描写に不満を抱いていたことを記している。
半藤を著者とする「決定版」と付した改訂版は、戦後50年にあたる1995年（平成7年）6月に文藝春秋から刊行された。

## 書誌情報
- 大宅壮一 編『日本のいちばん長い日 運命の八月十五日』（文藝春秋新社、1965年）[7]
  - （英訳版）『Japan's longest day. Compiled by the Pacific War Research Society 』（講談社インターナショナル、1968年[8]　新装版2007年 ISBN 4770028873）[注釈 2]
  - （文庫版）『日本のいちばん長い日 運命の八月十五日』（角川文庫、1973年5月） ISBN 4041350018
- 半藤一利『日本のいちばん長い日 運命の八月十五日 決定版』（文藝春秋、1995年6月） ISBN 4163503609
  - （文庫版）『日本のいちばん長い日 決定版』（文春文庫、2006年7月） ISBN 9784167483159

## 1967年版の映画

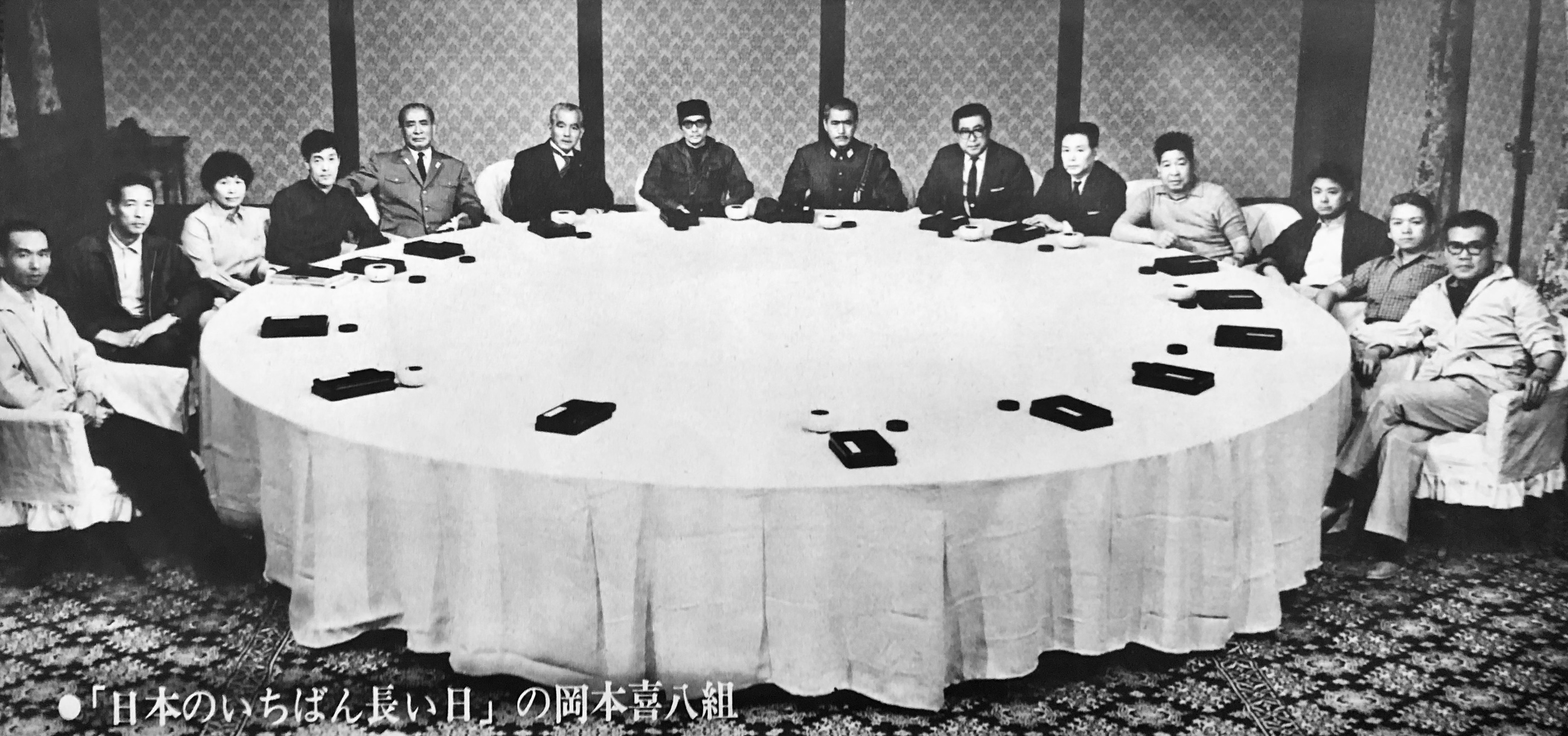
左から、鈴木政雄、渡会伸、森淑子、村井博、山村聡、笠智衆、岡本喜八、三船敏郎、藤本真澄、田中友幸、西川鶴三、山本迪夫、阿久根巌、吉崎松雄。首相官邸閣議室のセットにて。

1967年（昭和42年）に公開された日本映画。製作・配給は東宝。白黒、シネマスコープ。
東宝創立35周年記念作品のひとつとして映画化された。東宝内部では、ヒットさせることよりも製作する意義を重視する声が多かったという。本作をきっかけとして「東宝8.15シリーズ」として1972年（昭和47年）の『海軍特別年少兵』まで6本の映画が製作された。
- 『日本のいちばん長い日』（1967年）
- 『連合艦隊司令長官 山本五十六』（1968年）
- 『日本海大海戦』（1969年）
- 『激動の昭和史 軍閥』（1970年）
- 『激動の昭和史 沖縄決戦』（1971年）
- 『海軍特別年少兵』（1972年）

監督には小林正樹が内定していたが、彼はプロデューサーの藤本真澄と折り合いが悪く、脚本の橋本忍の推薦もあり、『肉弾』の脚本に取り組んでいた岡本が監督に起用された。岡本は本作の企画が停滞していた時期に藤本と会った際、『殺人狂時代』がお蔵入りにされたことへの不満と、本作の製作を進めることを述べていた。
この映画化に伴い、半藤には映画化権として80万円、後にヒット記念として東宝から追加で40万円が支払われた。
岡本は撮影に際しては可能な限り事実に基づいた描写を行い、特に本作の最後に「この戦争で300万人が死んだ」という文言を加えることに固執したという。公開後は賛否両論となり、批判的な意見としては「戦争指導者を英雄視しているのでは?」というものが多かったという。
脚本の橋本忍は、「（スタッフ）全員がはずれると思っていたのに大当たりを取った」唯一の映画が本作であると証言している。その理由について橋本は、戦後すぐでは受けなかったが、「前が見えない」時期に振り返ろうとしたからではないかと述べている。村井淳志はこれに加えて、（本作以前の終戦映画である『黎明八月十五日』や『日本敗れず』と比較して）前記の竹下正彦による『大本営機密日誌』をベースに、青年将校を「論理一貫性を持った真摯な存在として描写した」ことに大きな理由をみている。
昭和天皇はこの映画を公開年の12月29日に家族とともに鑑賞した。

### 出演者
エンディングの配役クレジットタイトルは、昭和天皇役の八代目松本幸四郎以外は登場順で表示されている。昭和天皇（演：松本幸四郎）については、重要な登場人物かつ存命で在位中の時代ということもあってか、クレジットもパンフレットにも紹介されていないなど、扱われ方に特別な配慮がされている。
※はクレジットなし。

#### 政府関係者
内閣
- 鈴木貫太郎男爵（内閣総理大臣） - 笠智衆
- 東郷茂徳（外務大臣） - 宮口精二
- 米内光政（海軍大臣） - 山村聡
- 阿南惟幾（陸軍大臣） - 三船敏郎
- 岡田忠彦（厚生大臣） - 小杉義男
- 下村宏（情報局総裁） - 志村喬
- 石黒忠篤（農商務大臣） - 香川良介
- 広瀬豊作（大蔵大臣） - 北沢彪
- 松阪広政（司法大臣） - 村上冬樹
- 豊田貞次郎（軍需大臣） - 飯田覚三
- 大臣 - 山田圭介
- 大臣 - 田中志幸

官邸
- 迫水久常（内閣書記官長） - 加藤武
- 木原通雄（内閣嘱託） - 川辺久造
- 佐藤信次郎（内閣官房総務課長） - 北村和夫
- 佐野小門太（内閣理事官） - 上田忠好
- 鈴木一（総理秘書官） - 笠徹※
- 小林海軍軍医 - 武内亨
- 首相官邸警護の巡査 - 小川安三

外務省
- 松本俊一（外務次官） - 戸浦六宏
- 大江晃（電信課長） - 堤康久

情報局
- 川本信正（情報局総裁秘書官） - 江原達怡

#### 宮内省関係者
- 石渡荘太郎（宮内大臣） - 竜岡晋
- 加藤進（総務局長） - 神山繁
- 筧素彦（庶務課長） - 浜村純
- 佐野恵作（総務課員） - 佐田豊

#### 陸軍関係者
陸軍省
- 若松只一中将（陸軍次官） - 小瀬格
- 吉積正雄中将（軍務局長） - 大友伸※
- 荒尾興功大佐（軍事課長） - 玉川伊佐男
- 井田正孝中佐（軍務課員） - 高橋悦史
- 椎崎二郎中佐（軍事課員） - 中丸忠雄
- 竹下正彦中佐（軍事課員） - 井上孝雄
- 畑中健二少佐（軍事課員） - 黒沢年男
- 小林四男治中佐（陸軍大臣副官） - 田中浩

参謀本部
- 梅津美治郎大将（参謀総長） - 吉頂寺晃

第一総軍
- 杉山元元帥（司令官） - 岩谷壮※

第二総軍
- 畑俊六元帥（司令官） - 今福正雄
- 白石通教中佐（参謀兼司令官副官） - 勝部演之

東部軍
- 田中静壱大将（司令官） - 石山健二郎
- 高嶋辰彦少将（参謀長） - 森幹太
- 不破博大佐（高級参謀） - 土屋嘉男
- 稲留勝彦大佐（参謀） - 宮部昭夫
- 板垣徹中佐（参謀） - 伊吹徹
- 神野敏夫少佐（参謀） - 関田裕
- 塚本清少佐（司令官副官） - 滝恵一

近衛師団
- 森赳中将（第一師団長） - 島田正吾
- 水谷一生大佐（参謀長） - 若宮忠三郎
- 渡辺多粮大佐（歩兵第一連隊長） - 田島義文
- 芳賀豊次郎大佐（歩兵第二連隊長） - 藤田進
- 古賀秀正少佐（参謀） - 佐藤允
- 石原貞吉少佐（参謀） - 久保明
- 大隊長 - 久野征四郎
- 宮城衛兵司令所の伍長 - 山本廉
- 徳川侍従を殴る師団兵 - 荒木保夫
- 師団兵 - 桐野洋雄
- 師団兵 - 中山豊

児玉基地（陸海混成第27飛行集団）
- 野中俊雄大佐（飛行団長） - 伊藤雄之助
- 児玉基地副長 - 長谷川弘
- 少年飛行兵 - 大沢健三郎※

横浜警備隊
- 佐々木武雄大尉（隊長） - 天本英世

航空士官学校
- 黒田大尉 - 中谷一郎

憲兵隊
- 東京放送会館警備の憲兵中尉 - 井川比佐志

#### 海軍関係者
軍令部
- 豊田副武大将（軍令部総長） - 山田晴生
- 大西瀧治郎中将（軍令部次長） - 二本柳寛

海軍省
- 保科善四郎中将（軍務局長） - 高田稔

厚木基地（第三〇二海軍航空隊）
- 小園安名大佐（司令） - 田崎潤
- 菅原英雄中佐（副長） - 平田昭彦
- 飛行整備科長 - 堺左千夫

#### 宮城関係者
重臣
- 木戸幸一（内大臣） - 中村伸郎
- 平沼騏一郎（枢密院議長） - 明石潮

侍従
- 蓮沼蕃大将（侍従武官長） - 北竜二
- 中村俊久中将（侍従武官） - 野村明司
- 清家武夫中佐（侍従武官） - 藤木悠
- 藤田尚徳（侍従長） - 青野平義
- 徳川義寛（侍従） - 小林桂樹
- 三井安弥（侍従） - 浜田寅彦
- 入江相政（侍従） - 袋正
- 戸田康英（侍従） - 児玉清
- 岡部長章（侍従） - 関口銀三

#### 日本放送協会関係者
- 大橋八郎（日本放送協会会長） - 森野五郎
- 矢部謙次郎（国内局長） - 加東大介
- 荒川大太郎（技術局長） - 石田茂樹
- 高橋武治（報道部長） - 須田準之助
- 館野守男（放送員）[注釈 7] - 加山雄三
- 和田信賢（放送員） - 小泉博
- 長友俊一（技師） - 草川直也
- 技師 - 今井和雄
- 技師 - 加藤茂雄

#### その他
- 原百合子（鈴木首相私邸女中） - 新珠三千代
- 政治部記者 - 三井弘次
- 佐々木大尉の後輩・横浜工高生（横浜必勝学生連盟） - 阿知波信介※
- ビラを拾う街の男 - 夏木順平
- ビラを拾う街の浮浪児・兄 - 頭師佳孝※
- ビラを拾う街の浮浪児・弟 - 雷門ケン坊※
- 枢密院会議の重臣 - 秋月正夫
- 枢密院会議の重臣 - 野村清一郎
- 起田志郎
- ナレーター - 仲代達矢

#### スタッフ
- 製作：藤本真澄、田中友幸
- 原作：大宅壮一
- 脚本：橋本忍
- 音楽：佐藤勝
- 撮影：村井博
- 美術：阿久根巌
- 録音：渡会伸
- 照明：西川鶴三
- 編集：黒岩義民
- 監督助手：渡辺邦彦
- 製作担当者：鈴木政雄
- 整音：下永尚
- 製作・配給：東宝
- 監督：岡本喜八

## 2015年版の映画
2015年（平成27年）、原田眞人監督により48年ぶりに再び映画化された。製作・配給は松竹。「THE EMPEROR IN AUGUST」の英語タイトルが原田によって付けられている。第二次世界大戦後70年に当たる2015年（平成27年）8月8日に全国公開された。
半藤一利の『日本のいちばん長い日 決定版』を原作とし、さらに同作品の公開年に宮内庁から公表出版され始めた『昭和天皇実録』や鈴木貫太郎首相を描いた『聖断 昭和天皇と鈴木貫太郎』の要素も加えられている。原田は1967年版について、「（陸軍大臣の）阿南さんの魂の相剋（そうこく）の描写も物足りなかったし、軍人は坊主でもなく不満を感じた。完全な映画化とは言えなかった」と不満を口にしている。
原田は「半藤先生の幾多の終戦にまつわる著作を何回も読み、天皇の勇気を支えたのが終戦内閣の鈴木貫太郎首相と阿南惟幾陸相のふたりであるとも確信しました」とコメントし、阿南と鈴木を軸に本作を製作したことを述べている。また、主要な人物である鈴木、阿南、昭和天皇をそれぞれ「父、長男、次男」と捉え、三人を中心にした「家族」をテーマに描いている。
また、大東亜戦争（太平洋戦争）を扱った映画の中で、昭和天皇の姿を明確に描いた最初の日本映画とされる。1967年（昭和42年）公開の前作では本人の存命・在位中ということもあり特別な扱いがされていたが、本作では1人の人物として描かれている。昭和天皇役の本木雅弘は当初本作の出演オファーを受けるのを躊躇したが、義母である樹木希林の後押しでオファーを引き受けた。また、前作の映画では登場しなかった香淳皇后が、本作では夫の昭和天皇との食事シーンにおいて池坊由紀が演じる形で登場した。

### 主なキャスト
役名・役職は公式サイトの作品紹介の文章における記載などを基とした。
主要人物
- 阿南惟幾（陸軍大臣） - 役所広司
- 昭和天皇 - 本木雅弘
- 鈴木貫太郎（内閣総理大臣） - 山﨑努
- 迫水久常（内閣書記官長） - 堤真一
- 畑中健二（陸軍少佐、軍務課員） - 松坂桃李

宮中
- 香淳皇后 - 池坊由紀
- 木戸幸一（内大臣） - 矢島健一
- 平沼騏一郎（枢密院議長、元首相） - 金内喜久夫
- 藤田尚徳（侍従長） - 麿赤兒
- 三井安彌（侍従） - 植本潤
- 入江相政（侍従） - 茂山茂
- 徳川義寛（侍従） - 大藏基誠
- 戸田康英（侍従） - 松嶋亮太
- 永積寅彦（侍従） - 岩寺真志
- 岡部長章（侍従） - 中村靖日
- 侍従 - 山田啓二
- 蓮沼蕃（侍従武官長） - 姉川新之輔
- 保科武子（女官長） - 宮本裕子

内閣
- 米内光政（海軍大臣、元首相） - 中村育二
- 東郷茂徳（外務大臣） - 近童弐吉
- 安井藤治（国務大臣）  - 山路和弘
- 左近司政三（国務大臣） - 鴨川てんし
- 下村宏（情報局総裁） - 久保酎吉

外務省
- 松本俊一（事務次官） - 長澤壮太郎

陸軍
- 梅津美治郎（陸軍大将、参謀総長） - 井之上隆志
- 田中静壹（陸軍大将、東部軍管区司令官） - 木場勝己
- 高島辰彦（陸軍少将、東部軍管区参謀長） - 奥田達士
- 森赳（陸軍中将、近衛師団長） - 髙橋耕次郎
- 芳賀豊次郎（陸軍大佐、近衛師団第二連隊長） - 安藤彰則
- 東条英機（陸軍大将、元首相） - 中嶋しゅう
- 杉山元（元帥、前陸軍大臣） - 川中健次郎
- 土肥原賢二（陸軍大将、教育総監） - 清水一彰
- 吉積正雄（陸軍中将、軍務局長） - 桂憲一
- 荒尾興功（陸軍大佐、軍務課長） - 田中美央
- 水谷一生（陸軍大佐、近衛師団参謀長） - 香山栄志
- 林三郎（陸軍大佐） - 柏村栄行
- 井田正孝（陸軍中佐、軍務課員） - 大場泰正
- 竹下正彦（陸軍中佐、軍務課員、阿南陸軍大臣の義弟） - 関口晴雄
- 椎崎二郎（陸軍中佐、軍務課員） - 田島俊弥
- 稲葉正夫（陸軍中佐、軍務課員） - 小林且弥
- 白石通教 (陸軍中佐) - 本郷壮二郎
- 古賀秀正（陸軍少佐、近衛師団参謀） - 谷部央年
- 窪田兼三（陸軍少佐、通信学校教官） - 青山草太
- 佐々木武雄（陸軍大尉、横浜警備隊長） - 松山ケンイチ（特別出演）
- 上原重太郎（陸軍大尉、航空士官学校教官） - 松浦海之介
- 藤井政美（陸軍士官学校附属大尉） - 戸塚祥太(A.B.C-Z)

海軍
- 豊田副武（海軍大将、軍令部総長） - 井上肇
- 大西瀧治郎（海軍中将、軍令部次長） - 嵐芳三郎
- 岡田啓介（海軍大将、元首相） - 吉澤健
- 古川（海軍少佐、米内海相副官） - 原田遊人

阿南家
- 阿南綾子（阿南陸軍大臣の妻） - 神野三鈴
- 阿南喜美子（阿南陸軍大臣の長女）- 蓮佛美沙子
- 阿南惟晟（阿南陸軍大臣の次男） - 三船力也
- 阿南惟道（阿南陸軍大臣の五男） - 稲田都亜
- 秋富（阿南喜美子の婚約者） - 渡辺大

鈴木家
- 鈴木たか（鈴木首相夫人） - 西山知佐
- 鈴木一（首相秘書官、鈴木首相の長男） - 小松和重
- 鈴木布美（一の妻） - 小野愛寿香
- 鈴木孝雄（鈴木首相の弟） - 福本清三

NHK
- 館野守男（NHK放送員） - 野間口徹
- 保木玲子（NHK放送局員） - 戸田恵梨香（特別出演）
- NHK放送局員 - 赤間麻里子

その他
- 絹子（陸軍大臣官邸の女中） - キムラ緑子

### 主なスタッフ
- 監督・脚本：原田眞人
- 製作総指揮：迫本淳一
- エグゼクティブプロデューサー：関根真吾、豊島雅郎
- プロデューサー：榎望、新垣弘隆
- 撮影：柴主高秀
- 美術：原田哲男
- 音楽：富貴晴美
- 編集：原田遊人
- VFXスーパーバイザー：オダイッセイ
  - VFX・CG：ナイス・デー、あとりえTETO、東京現像所、日本映像クリエイティブ、アンダーグラフ、KI Studio、コロビト、キュー・テック、Marza Animation Planet
- 音響効果：柴崎憲治
- 特殊メイク：中田彰輝
- 殺陣・アクション：森聖二
- ガンエフェクト：BIGSHOT
- 操演：スプリーム・エフェクト
- 陸軍軍事指導：大東信祐
- 海軍軍事指導：山内敏秀
- 企画協力：東宝映画、文藝春秋
- 協力：防衛省・海上自衛隊
- 特別協力：京都府
- 制作プロダクション：松竹撮影所
- 配給：アスミック・エース、松竹
- 製作：「日本のいちばん長い日」製作委員会（松竹、アスミック・エース、テレビ朝日、木下グループ、WOWOW、巖本金属、読売新聞社、中日新聞社）

### ロケ地
- 神戸大学六甲台キャンパス - 宮内省内観[24]
- 兵庫県公館 - 宮内省外観[25]
- 大覚寺 - 鈴木が昭和天皇から大命降下を受ける
- 橿原神宮 - 鈴木、阿南が昭和天皇の侍従時代の回想
- 旧東郷平八郎邸宅 - 鈴木私邸
- 京都府庁旧本館 - 陸軍省外観
- 旧京都市立清水小学校 - 陸軍省軍務課・軍事課
- 神戸税関 - 東部軍管区司令部[26]
- 藤井彦四郎邸宅 - 阿南私邸
- 旧乾邸[27] - 総理官邸

### 受賞歴
- 第40回報知映画賞
  - 助演男優賞（本木雅弘） ※ 『天空の蜂』と合わせて受賞[28]。
- 第28回日刊スポーツ映画大賞・石原裕次郎賞（2015年）[29]
  - 石原裕次郎賞
  - 監督賞（原田眞人） ※『駆込み女と駆出し男』と合わせて受賞。
  - 助演男優賞（本木雅弘） ※『天空の蜂』と合わせて受賞。
- 第89回キネマ旬報ベスト・テン[30][31]
  - 助演男優賞（本木雅弘） ※『天空の蜂』と合わせて受賞。
- 第39回日本アカデミー賞[32]
  - 最優秀助演男優賞（本木雅弘）
  - 優秀作品賞
  - 優秀監督賞（原田眞人）
  - 優秀脚本賞（原田眞人）
  - 優秀主演男優賞（役所広司）
  - 優秀音楽賞（富貴晴美）
  - 優秀撮影賞（芝主高秀）
  - 優秀照明賞（宮西孝明）
  - 優秀美術賞（原田哲男）
  - 優秀録音賞（照井康政〈録音〉・矢野正人〈整音〉）
  - 優秀編集賞（原田遊人）
- 第70回毎日映画コンクール[33]
  - 美術賞（原田哲男）
- 第58回ブルーリボン賞 [34][35]
  - 作品賞
  - 助演男優賞（本木雅弘） ※『天空の蜂』と合わせて受賞。

## 漫画
『文春オンライン』（文藝春秋）において、2021年10月29日より2022年6月25日まで星野之宣がコミカライズした作品を連載。全16話。半藤の小説を原作としており、「幕末の尊皇攘夷思想の広がり、二・二六事件、大陸侵攻、日米開戦へ続く天皇と軍部との緊張関係」を中心に描かれている。
- 半藤一利（原作）・星野之宣（漫画）『日本のいちばん長い日』文藝春秋〈単行本〉、上下巻
  1. 上巻 2022年7月21日発売[37]、ISBN 978-4-16-090126-1
  2. 下巻 2022年7月21日発売[37]、ISBN 978-4-16-090127-8